# Hypselodoris tricolor
Hypselodoris tricolor is een zeenaaktslak die behoort tot de familie van de Chromodorididae. Deze slak leeft in de Atlantische Oceaan en de Middellandse Zee, op 10 tot 50 meter diepte. Deze soort wordt vaak verward met de Hypselodoris orsinii.
De slak heeft een azuurblauwe kleur met drie felgele lijnen, die lopen van de rinoforen naar de kieuwen. Ze wordt, als ze volwassen is, zo'n 3,5 cm lang. Ze voeden zich voornamelijk met sponzen.